# Numa Boucoiran
Pour les articles homonymes, voir Boucoiran.
Numa Boucoiran est un peintre français, né à Nîmes (Gard) en 1805, et mort dans cette même ville le 28 février 1875. Peintre d'histoire et de sujets religieux mais aussi portraitiste, directeur de l'école de Dessin et conservateur du musée de Nîmes, il est connu pour avoir terminé en 1839 la copie des célèbres fresques de la chapelle Sixtine à Rome par Michel-Ange, entreprise par son ami Xavier Sigalon (1788-1837), pour l'école nationale des beaux-arts de Paris.

## Biographie
Né à Nîmes le 24 mai 1805, il est un des premiers élèves de la toute nouvelle école de dessin de la ville créée en 1820 avec Jean Vignaud comme directeur. Dès 1825 il part pour Paris où il se lie d'amitié avec Xavier Sigalon qui lui offrira un poste de collaborateur (ainsi qu'à François Souchon) dans sa considérable mission de copie des fresques du Jugement Dernier par Michel-Ange à la chapelle Sixtine à Rome.
Il séjourne donc à Rome de 1833 à 1838, et, à la mort de Sigalon en 1837, chaudement recommandé par Jean-Auguste-Dominique Ingres, alors directeur de l'Académie de France, termine le travail laissé inachevé, à savoir les onze sur douze pendentifs de la chapelle Sixtine, restants à relever. Lors d'une pause nîmoise pour rétablir sa santé chancelante, il réalise un Saint Sébastien commandé par l'ambassadeur de France à Rome pour l'église Saint Louis-des-Français, et placé à proximité de la tombe de Sigalon.
À son retour d'Italie, négligeant les promesses d'opportunités parisiennes, il accepte en 1839 le poste de directeur de l'école de Dessin nîmoise laissé vacant par Alexandre Colin et proposé par le maire Ferdinand Girard; la même année il est aussi nommé conservateur du musée des Beaux-Arts. Ses nouvelles fonctions ne l'empêchent pas de peindre et d'exposer avec honneur au Salon parisien ainsi qu'aux expositions de Marseille, Montpellier et évidemment Nîmes (notamment en 1854 avec Mise au tombeau & Mort de Lucrèce et en 1856 La Consultation). 
La ville de Nîmes, pour l'honorer, a donné son nom à une rue à l'est du quartier historique de l'Écusson, à proximité de la route de Beaucaire.
De 1839 à 1858, il appartient à l'Académie du Gard.

## Son œuvre

### Œuvres dans les collections publiques
- Montpellier :
  - Musée Fabre : 
    - La Peinture, sanguine, juste avant 1869[3] ;
    - Ugolin dans sa tour, dessin au crayon et à la craie blanche, avant 1869[4] ;

  - École de Médecine : 
    - Fontaine M.F.C., chirurgien en chef de l'Hôtel-Dieu de Nîmes, huile sur toile, 1869  Classé MH[5] ;
    - La Leçon d'anatomie, huile sur toile, 1869  Inscrit MH[6] ;

- Nîmes : 
  - Musée des beaux-arts :
    - Épisode de la peste à Rome, huile sur toile
    - Offrande à la Madone, huile sur toile

  - Musée du Vieux Nîmes : 
    - Mgr Petit-Benoît de Chaffoy, évêque de Nîmes, huile sur toile, 1832

  - Palais de Justice : 
    - Plafonds de la troisième chambre : 
      - La Justice protectrice
      - La Justice répressive

    - Chambre correctionnelle : deux grands sujets historiques[1] :
      - Caracalla après le meurtre de Géta
      - Achille de Harlay lors de la Journée des Barricades[7]

- Saint-Gilles-du-Gard, château d'Espeyran : 
  - Saint Guillaume en habit de moine (dessin préparatoire pour un vitrail de la chapelle du château), sanguine cintrée en haut  Inscrit MH[8] ;

- Tourcoing, musée des beaux-arts :
  - Le Jugement Dernier, copie d'après Michel-Ange, dessin aquarellé, 1855[9].

### Œuvres dans des édifices religieux
- Générac, église Saint Genès : Saint Isidore
- Le Grau-du-Roi, chapelle : La Vierge aux Pêcheurs
- Langlade, chapelle : Le Christ guérissant les malades
- Nîmes, église Sainte Perpétue : Saint Louis de Gonzague en prières, huile sur toile, 1865  Inscrit MH[10] ;
- Salinelles, église : Saint Pierre ;
- Sommières, chapelle de l'Institution Maintenon, L'Immaculée Conception, 3e quart XIXe siècle  Inscrit MH[11] ;
- Uzès, église Saint Étienne : Vierge du Rosaire, huile sur toile, 1880  Classé MH[12].

Trois portraits en pied : Henri IV, Louis XIV et Napoléon Ier, acquis par la Ville de Nîmes, pour la grande galerie de l'Hôtel de Ville, sont aujourd'hui introuvables.

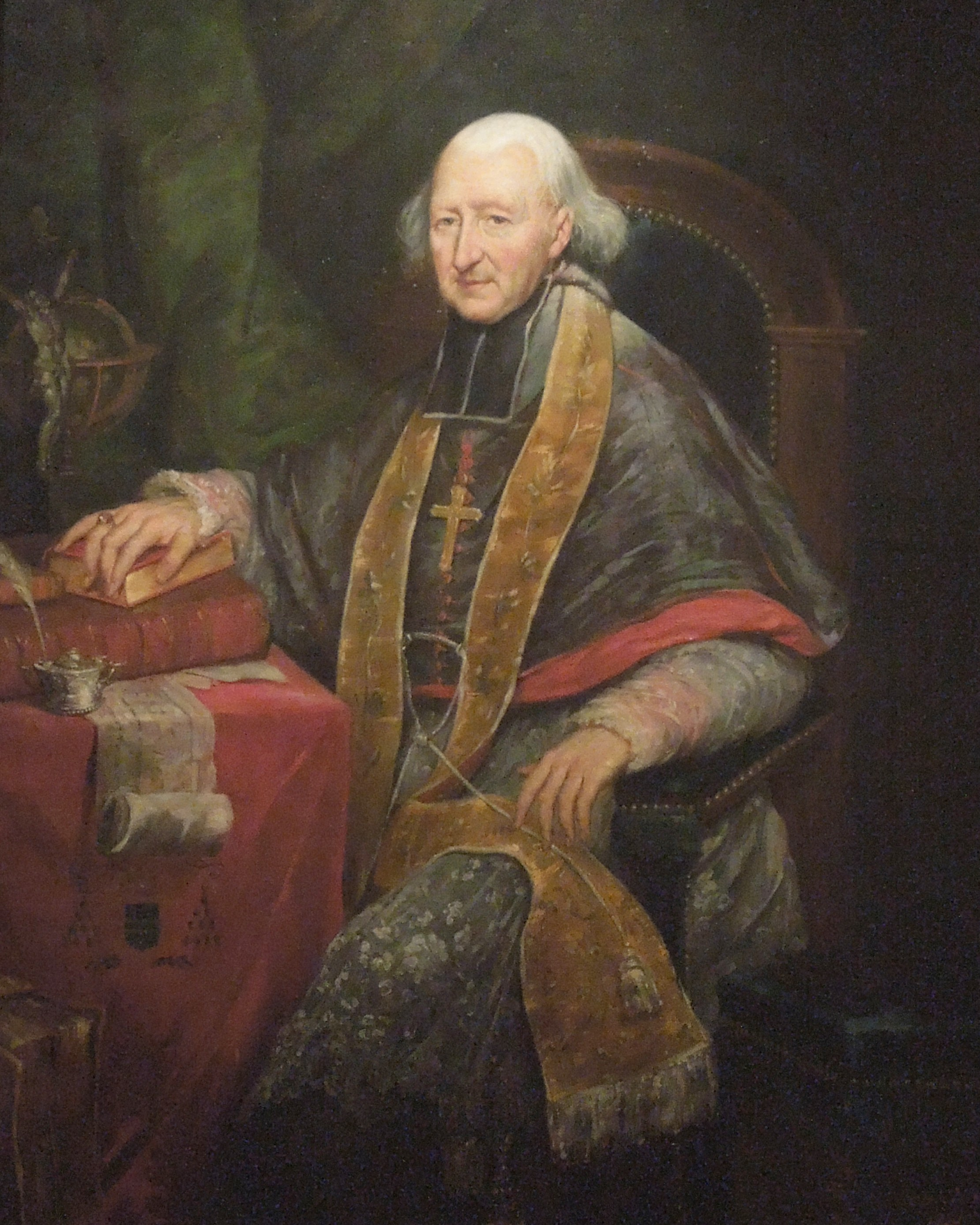
Musée du Vieux Nîmes, Mgr Petit-Benoît de Chaffoy, évêque de Nîmes
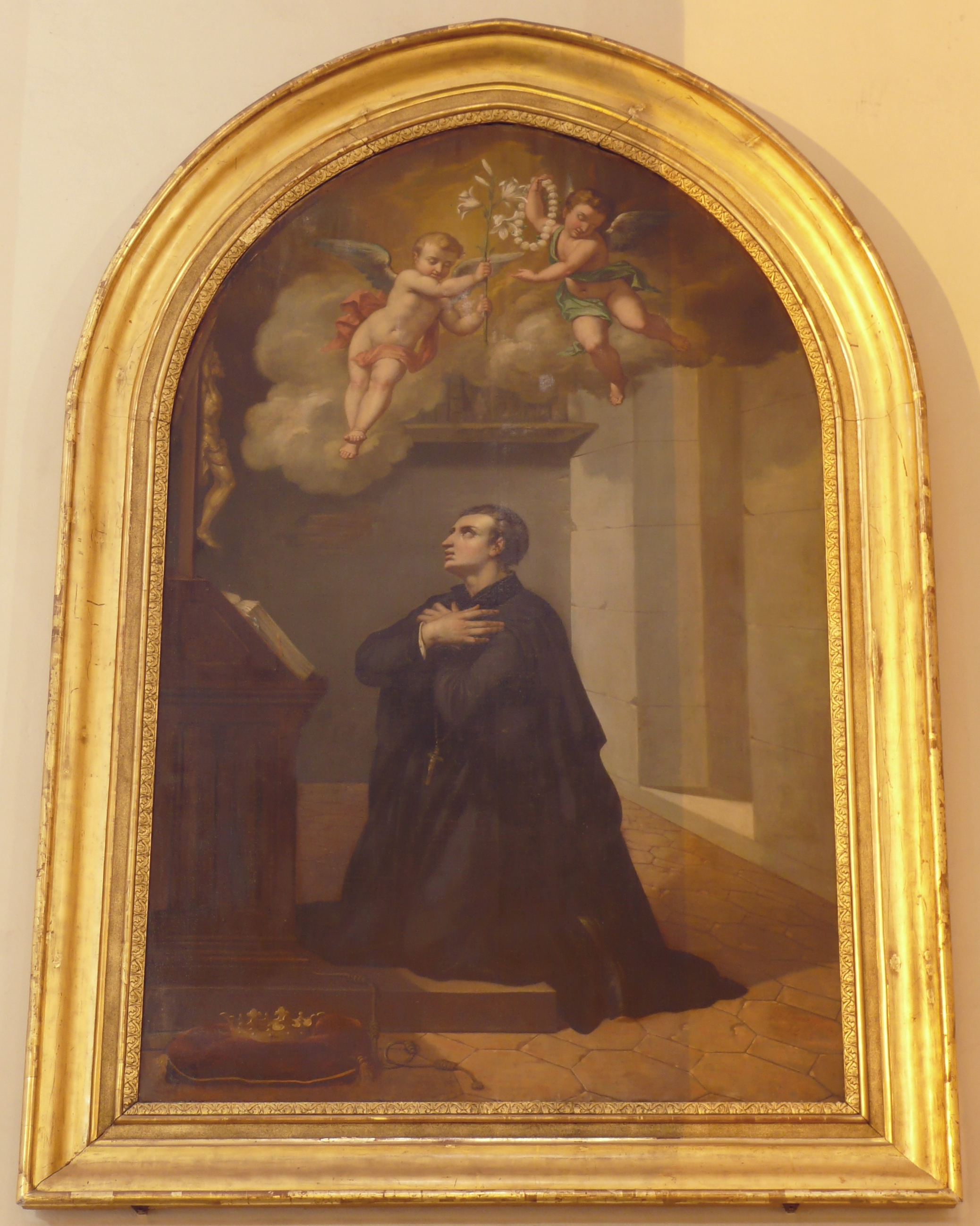
Nîmes, église Ste Perpétue, St Louis de Gonzague en prières
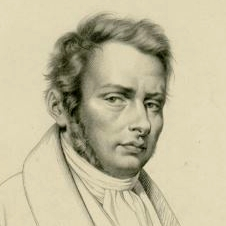
Xavier Sigalon
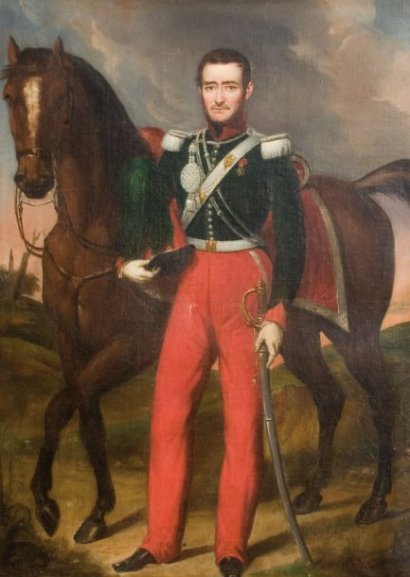
Le colonel de Saporta
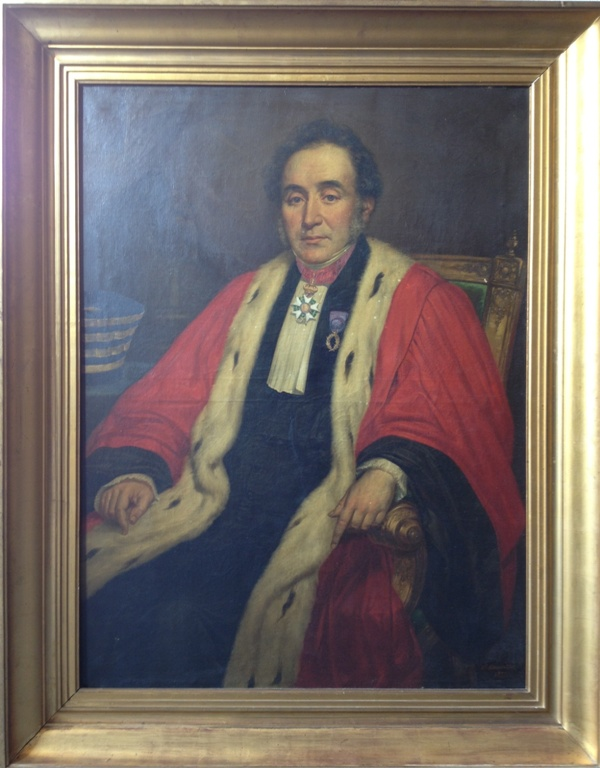
Alexis de La Baume